# Enrico Small
Enrico Cesario Small Arciniegas (ur. 1 maja 1989 w Colón) – panamski piłkarz występujący na pozycji napastnika, reprezentant Panamy, od 2022 roku zawodnik Champions Academy.
Profesjonalnym piłkarzem jest również jego kuzyn Carlos Small.

## Kariera klubowa
Small jako nastolatek terminował w kolumbijskich drużynach Itagüí Ditaires i Atlético Huila. Profesjonalną karierę zaczynał jednak w panamskim drugoligowcu Colón C-3. W jesiennym sezonie Apertura 2010 zdobył z nim mistrzostwo drugiej ligi panamskiej – sam strzelił wówczas dwa gole w finale z Veraguas (2:0), a w maju 2011 wywalczył z Colónem premierowy, historyczny awans do pierwszej ligi. W listopadzie 2011 w ligowym spotkaniu z Alianzą (0:0) zaatakował fizycznie sędziego Johna Pittiego, w wyniku czego został zawieszony przez panamską federację na dwa lata (ostatecznie karę skrócono do pół roku). Zdyskwalifikowano go również z tego powodu z olimpijskiej reprezentacji Panamy, na której konsultacje był powoływany.
W lipcu 2012 Small został piłkarzem krajowego potentata – ekipy CD Árabe Unido. Tam już w sezonie Apertura 2012 wywalczył tytuł mistrza Panamy, jednak przez pierwsze dwa i pół roku pozostawał głównie rezerwowym drużyny. Podstawowym graczem został dopiero po przyjściu do klubu trenera Sergio Guzmána – w wiosennym sezonie Clausura 2015 zdobył z Árabe kolejne mistrzostwo Panamy, tworząc duet napastników z Renánem Addlesem. Sukces ten powtórzył również pół roku później – w rozgrywkach Apertura 2015. Szczególny udany był dla niego jednak sezon Apertura 2016, podczas którego zdobył z Árabe czwarty tytuł mistrza Panamy, a sam został królem strzelców ligi panamskiej (z rekordowymi szesnastoma golami na koncie) i otrzymał w oficjalnym plebiscycie LPF nagrodę dla najlepszego piłkarza rozgrywek. W sezonie Clausura 2017 wywalczył wicemistrzostwo Panamy, a kolejny tytuł wicemistrza kraju zdobył po upływie pół roku – w rozgrywkach Apertura 2017. Ogółem barwy drużyny z miasta Colón reprezentował przez ponad pięć lat.
W styczniu 2018 Small przeszedł do stołecznej ekipy Tauro FC.

## Kariera reprezentacyjna
W styczniu 2017 Small został powołany przez selekcjonera Hernána Darío Gómeza do seniorskiej reprezentacji Panamy na turniej Copa Centroamericana. Tam 15 stycznia w wygranym 2:1 meczu z Nikaraguą zadebiutował w dorosłej kadrze narodowej. Ogółem podczas tych rozgrywek wystąpił w dwóch z pięciu możliwych meczów (w obydwóch w wyjściowym składzie), zaś Panamczycy – będący wówczas gospodarzem turnieju – zajęli drugie miejsce.